# Серебряки
Серебряки — село в Тамбовском районе Тамбовской области России.
Входит в Большелиповицкий сельсовет.

## География
Расположено на реке Сухая Липовица (сливающейся с Большой Липовицей в реку Липовицу), к югу от села Большая Липовица и в 25 км к югу от центра Тамбова, у границы со Знаменским районом Тамбовской области.

## Население
| 2002 | 2010 |
| ---- | ---- |
| 397  | ↘291 |

Согласно результатам переписи 2002 года, в национальной структуре населения русские составляли 95 % от жителей.